# Карл Клоуз
Карл Клоуз (англ. Carl Klose, 5 грудня 1891 — 15 січня 1988) — американський академічний веслувальник.
Срібний призер Олімпійських Ігор 1920 року в складі розпашної четвірки зі стерновим.